# Lucián
A Lucián latin eredetű férfinév, jelentése: Lucius családjából származó.  Női párja: Luciána.

## Gyakorisága
Az 1990-es években szórványos név, a 2000-es években nem szerepel a 100 leggyakoribb férfinév között.

## Névnapok
- január 7.[2]
- május 28.[2]

## Híres Luciánok

### Külföldiek
- Lucian Blaga román író, költő, filozófus
- Lucian Boia román történész
- Lucian Sânmărtean román labdarúgó